# جمال البنا
 جمال البنا (ولد 15 ديسمبر 1920، المحمودية - توفي 30 يناير 2013 القاهرة) هو مفكر مصري. وهو الشقيق الأصغر لحسن البنا مؤسس جماعة الإخوان المسلمون إلا أنه يختلف مع فكر الجماعة.
صدر أول كتاب له بعنوان «ثلاث عقبات في الطريق إلى المجد» سنة 1945م، وفي العام التالي 1946م أصدر كتابه الثاني «ديمقراطية جديدة»، ثم توالت مؤلفاته في الصدور حتى تجاوزت مؤلفاته ومترجماته الـ150 كتابا. عمل محاضرًا في الجامعة العمالية والمعاهد المتخصصة منذ سنة 1963م، وحتى سنة 1993م. وعمل خبيرًا بمنظمة العمل العربية.
ولجمال البنا العديد من الآراء الفقهية التي يعتبرها بعض العلماء مخالفة لما يرونه «إجماع في الكتاب والسنة».

## دعوة الإحياء الإسلامي
دعوة الإحياء الإسلامي هي منهج الأستاذ جمال البنا ورؤيته في فهم الإسلام والتعاطي مع مستجدات الحياة في الحضارة الحديثة، التي أتت بمسائل وقضايا جديدة لم يعرفها السلف والعلماء القدامى في عصرهم، فيرى الأستاذ جمال البنا أن هذا يستلزم نبذ الفقه القديم الذي تم تفصيله على احتياجات عصره البسيطة، وضرورة خلق فقه جديد ييسر على الناس معيشتهم، لأن معظم ما يتعبد به الناس اليوم هو من الأعراف والتقاليد التاريخية واجتهادات الفقهاء، وليست من الدين نفسه، حتى ما استند منها إلى أدلة من القرآن أو السنة فهو فهم يختلف عن فهم العقل المعاصر، والقرآن نزل صالحاً لكل عصر وليس لفرض رؤية زمنية معينة على كافة العصور إلى أبد الآبدين. يقول الأستاذ جمال البنا: دعوة الإحياء الإسلامي تيار فكري وصل إلى درجة البلورة والتنظير التي تجعل له كينونة خاصة متميزة تبرئه من السطحية أو التلفيق أو الانتقائية أو الاتباعية.
وهي ثمرة لثقافة موسوعية متعددة الأبعاد وليست نتيجة لتخصص فني أو دراسة أكاديمية في فرع معين من المعرفة الإسلامية، أو حتى فيها كلها، وتعود بذرتها إلى خمسين عامًا مضت عندما أفردت في كتاب «ديمقراطية جديدة» (1946) بابا بعنوان «فهم جديد للدين» تضمن نواة فكرتها المحورية «لا تؤمنوا بالإيمان، ولكن آمنوا بالإنسان» التي أخذت صيغتها الأخيرة «إن الإسلام أراد الإنسان ولكن الفقهاء أرادوا الإسلام» فالفكرة الرئيسية في هذه الدعوة هي إعادة الإسلام لما كان عليه عندما نزل منذ أربعة عشر قرنًا ثورة لتحرير الناس وإخراجهم من الظلمات إلى النور، وإرادة تغيير مجتمع يعبد ما كان عليه الآباء والأجداد وإشاعة للقيم النبيلة وتكريم الإنسان.
وقد كانت هذه الفكرة هي مدار معالجتي طوال خمسين عامًا وعنها صدرت كتاباته العديدة، ومع هذا فإنه لم يسمح لنفسه بإعلان دعوة الإحياء الإسلام إلا بعد أن أصدر الجزء الثالث من «نحو فقه جديد» وأصبحت على باب الثمانين من العمر ووجد أن من واجبه أن يبلور الفكر المنشور في ثلاثين كتابًا، وينسق بينها، وينظمها في سلك دعوة واحدة، يسلمها لجيل جديد حتى لا تموت بموت صاحبها.
إن الدعوات الإسلامية نصبت نفسها للدفاع عن الإسلام وإظهار مزاياه. والدفاع عن الإسلام بالدرجة الأولى هو مهمة الأكاديميين والكتاب، والإسلام بعد محفوظ بحفظ الله، ولا يعني الدفاع المجرد عن الإسلام شيئًا، وكان يجب أن تعنى الدعوات الإسلامية بالغاية التي جاء الإسلام لها فتحقق ما أراده الإسلام. فضلاً عن أن هذه طبيعة الدعوة الجماهيرية..
وأدى اقتصار الدعوات الإسلامية على الدفاع النظري عن الإسلام وتخليها عما أراده الإسلام بالفعل لحدوث فراغ، وكان لا بد أن يُملأ هذا الفراغ.
على أن الدعوات الإسلامية التي نصبت نفسها للدفاع عن الإسلام لم تحسن القيام بهذه المهمة لأنها عرضت الإسلام السلفي، ولأنها جعلت من نفسها أداة لإذاعة أفكار بعض الفقهاء أو المذاهب مما لا يمثل إضافة إلى الفكر الإسلامي، وقد عنيت بعض هذه الدعوات بطبع كتب التراث، وبيعها بأثمان زهيدة أو على أجزاء ونشرها بين طلبة الجامعة إلخ.. وهذا في حقيقة الحال لا يخدم الإسلام بل يقدم صورة عقيمة عن الإسلام ويؤخر بدلاً من أن يقدم فهم الإسلام. وهذا الفهم المغلوط هو السبب في ظهور دعوات تقوم على التعصب أو تمارس العنف أو تقتصر على الطقوس والشعائر والوعظ والإرشاد.. أو تؤمن «بالحاكمية الإلهية » التي ضللت فريقًا من المحدثين، كما ضللت الخوارج من قبل وأدت إلى تضخم «التدين الأخروي» بين معظم فئات المجتمع، خاصة شباب الجماعات والمهنيين ويتبلور هذا التدين في الشعائر وبوجه خاص في الصلاة. فكل جزئية في الصلاة بدءًا من الوضوء والتيمم حتى التسليم في نهاية الصلاة هي محل عناية وتدقيق يعاد فيها إلى المراجع أو يسأل فيه الفقهاء، وقل مثل ذلك عن جزئيات الصيام والحج وعذاب القبر والجنة والنار. وتنعكس هذه الحالة الفكرية النفسية على سلوك وتصرفات أصحابها وطريقة عملهم وتعاملهم. يقابل هذه الجرعة الزائدة من «التدين الأخروي» إهمال «للتدين الدنيوي» أي الأخلاق والقيم التي يدعو إليها الإسلام لتستقيم الحياة من صدق، أو إنفاق، أو حرية أو سماحة أو عدل أو إعمال للعقل أو بذل للجهد. لأن التدين الأخروي لم يبق شيئًا، أو لم يبق إلا القليل للتدين الدنيوي، وهذه هي بالدرجة الأولى – جريرة الدعوات الإسلامية التي شاعت في الثمانينات وإن كانت قد نشأت في السبعينات.
حقًا إن بعض الدعوات الإسلامية، حاولت أن تجمع ما بين الدنيا والدين وأن تجعل من الإسلام منهج حياة، ولكن الوقت الأعظم قد أمضى في التنظيم أكثر مما أمضى في التنظير وكانت النتيجة أن الحصيلة في الجانب النظري كانت محدودة ولا تتناسب مع المدة التي سلختها والجمهور الذي جذبته. إذ لم تستطع مجاوزة الإطار السلفي، حتى وإن كانت وسعت في هذا الإطار وأعطته قدرًا كبيرًا من المرونة، ولكن التجديد الحقيقي يقع وراء هذا الإطار السلفي، وهو ما لم تستطع – لا هي ولا غيرها من الدعوات الإسلامية – مجاوزته وخوض غماره واكتشاف غيابه.
وليس أدل على العجز الفكري للدعوات الإسلامية على الساحة من أنها لم تقدم تنظيرًا أو تحليلاً لتحديات العصر ولكيفية تعامل الإسلام فيها، لأنها جميعًا محكومة بالأطر السلفية التي ليس لديها ما تقدم حلاً لمشكلات العصر.
إن تجاوز الأطر السلفية، والعودة إلى القرآن واعتباره صيحة إنقاذ، ودعوة هداية وإرادة تغيير ورسالة لإشاعة القيم وإعمال العقل – باختصار تثوير القرآن وليس تفسير القرآن هي المهمة التي ادخرها الله تعالى لهذه الدعوة وهي وحدها القديرة على التنظير لها والتبشير بها. لأنها مؤصلة الفكر ومتحررة تمامًا من الروابط والصلات التي يمكن أن تقيدها أو المصالح أو الضغوط الأخرى وليس أدل على تميزها من أنها عالجت بقوة وصراحة التحديات التي يثيرها المجتمع. كل تحد في كتاب، وهي تتقدم إلى الجمهور وفي يمينها ثلاثون كتابًا تغطي مجالات الحياة الاقتصادية والسياسية والاجتماعية.. فأي دعوة يمكن أن تبدأ حياتها بمثل هذا الرأسمال الضخم.
من هنا يتضح أن هناك مبررًا قويًا لظهور دعوة الإحياء الإسلامي. لأنها هي التي يمكن أن ترد على التساؤل الحائر «كيف الخلاص».
هل من الضروري أن تكون دعوة الإحياء «إسلامية»؟
بعض الناس ممن لا يمتون بوجه خاص إلى الفكر الإسلامي، أو ممن تغلب عليهم ثقافات غريبة، أو من غير المسلمين يسأل هل من الضروري لدعوة الإحياء أن تأخذ الطابع الإسلامي؟ هل يمكن أن تكون «علمانية» تقوم على المصلحة، أو القومية، أو غير ذلك من المرتكزات..
والرد أنه إذا أريد لهذه الدعوة أن تكون جماهيرية، شعبية، يتجاوب معها عامة الناس فلابد أن تكون إسلامية، أما إذا كانت دعوة نخب تعتمد على الفكر المجرد أو تستلهم التجارب والدعوات الأوروبية، بصرف النظر عن المجتمع العربي.. فإن دعوتهم ستكون دعوة «صالونات».
ذلك أن الدين كان في المنطقة العربية منذ أقدم العصور نبع القيم والضمير وأساس التشريع والقانون وبتأثيره أقام المصريون القدماء معجزات الآثار في الجيزة والصعيد وعندما ظهرت المسيحية قامت مصر بدور مؤثر في تاريخها وظهر فيها في وقت واحد قطبا الفكر المسيحي اثناسيوس وآريوس وأبدعت فكرة الرهبنة التي كانت إلى حد كبير ملاذًا من عدوان المحتل البيزنطي، وأخيرًا عندما جاء الإسلام رحب به الأقباط لأنهم وجدوا فيه السماحة، ولأن الميلاد الحديث للكنيسة القبطية تم على يدي عمرو بن العاص عندما استنقذ البطريرك بنيامين من مهربه البعيد وأعطاه كل السلطات كرأس للكنيسة، وقلما نجد في تاريخ الأديان شيئًا كهذا. وقدم الإسلام الفرصة التاريخية للمدينة، ودمشق وبغداد لتكون عواصم للإمبراطورية الإسلامية، ولما سقطت بغداد قامت مصر بالإبقاء على راية الإسلام مرفوعة، ووقع عليها الدور التاريخي المجيد دور إيقاف هجمة التتار، وما لا يقل عن ذلك إيقاف الحملات الصليبية.
وما حدث في مصر يمكن أن يقال على الشام والعراق فهل كانت تطمع دمشق في أن تكون عاصمة إمبراطورية، وهي التي كانت على مدار التاريخ ما بين مصر والرومان وبيزنطة، لولا الخلافة الأموية.. وهل كان يمكن أن تظهر بغداد لولا أبو جعفر المنصور والخلافة العباسية، فهذه المناطق كلها تدين بوجودها الحديث للإسلام.
وأي دارس أمين لطبيعة المجتمع العربي لابد وأن يعترف بالأثر العميق للإسلام عليه وأنه تغلغل في أعماق المجتمع حتى خالط اللحم والعظم، ونحن لا نعلق هنا على دلالة تمسك جماهير الشعب بالصلاة باعتبارها شعيرة خاصة جدًا بالفرد، وقد لا يظهر مردودها بشكل مباشر، ولكن خذ الصيام مثلاً الذي يشمل أثره الفرد كما يشمل المجتمع.. فالمجتمع كله يتغير في رمضان، تبعًا لما يقتضيه الصيام بما في ذلك تغيير مواعيد الوجبات والأخذ «بالسحور» الذي يسبق الفجر، وما يفرضه رمضان على المجتمع من ابتعاد عن المجاهرة بالفواحش إلخ، ولا يقل عن ذلك أهمية الزكاة فإن نسبة كبيرة من الأغنياء يقدمون الزكاة إلى الفقراء من الجيرة أو الأهل أو المعارف مما حال دون زيادة تدهور الفئات الفقيرة وأوجد قدرًا من التراحم والتماسك الاجتماعي، كما قام نظام الوقف بدور الممول الأكبر للمدارس وللهيئات العلمية ولمختلف وجوه البر، وهذا كله إنما تحقق بفضل الإيمان الإسلامي وتطبيق ما أمر به الدين وما كان المجتمع القديم ليستطيع التماسك في ظل استبداد الحكام وجورهم، إلا بفضل وجود هذه النظم.
ولم تأخذ حركات التجديد في الشرق العربي طابع الثورة على الإسلام – كما أخذته في أوروبا ضد المسيحية أو الكنيسة – بل بدأت بأفراد يمتون إلى الأصل الإسلامي – مثل رفاعة رافع الطهطاوي، وعلي مبارك في مصر أيام عباس الأول (الذي خلف محمد علي) ثم جمال الأفغاني ومحمد عبده في عهد الخديوي إسماعيل وتوفيق بل إن أحمد لطفي السيد سافر إلى الأستانة ليلقى جمال الأفغاني ويتتلمذ عليه، وعندما ظهر جيل جديد يبحث عن أيديولوجيات أخرى كالماركسية أو الفرعونية والأخذ باللهجة العامية دون العربية الفصحى فإن هذا الجيل فشل تمامًا ولم يرزق أي شعبية. فالتكتلات الماركسية ظلت غريبة على المجتمع المصري. واعترف محمد حسين هيكل بفضله في فكرة الفرعونية آونة، والمثل الأوروبية مرة أخرى، وعاد إلى الأصل الإسلامي بل إننا نجد كاتبًا قبطيًا ويساريًا وداعية لاستخدام العامية كالدكتور لويس عوض وهو يفشل في ذلك ويقلع عنه حتى في«مذكرات طالب بعثة» التي بدأ بها تجربة الكتابة بالعامية إذ تتخللها عبارات قرآنية أو إسلامية. كما نجد الاستشهاد بآيات قرآنية أو بأقوال لعمر بن الخطاب وخالد بن الوليد في خطاب الحزب الشيوعي السوري – الذي كان يعد من أقوى الأحزاب في العالم العربي. وقد كان شبلي شميل وهو طبيب لبناني استوطن مصر – ملحدًا وترجم أصل الأنواع لدارون. ولكنه دافع عن الإسلام وبرأه من أن يكون علة تخلف المسلمين.
وباستثناء قسم من سكان العواصم وبعض الفئات الأخرى فيمكن القول إن جمهور الشعب العربي في المدن والقرى لا ينقصه التدين، بل لعل نصيبه منه أكثر من المطلوب، وإن حالت المفاهيم الشائعة والمغلوطة لهذا التدين دون بروز قيم الحرية والعدالة والمساواة في المجتمع. على ما أشرنا إليه من غلبة التدين الأخروي على التدين الدنيوي.
وإذا كان التاريخ الحديث اصطنع أصولاً وقوى ومرتكزات غير الدين، فإن هذا حدث في أوروبا التي لم تكن يومًا أرضًا لأديان، ولم نسمع فيها بنبي أو رسول، وقد كان هوميروس ومجموعة الشعراء اليونانيين، والمسرحيين الكبار هم الذين صنعوا الديانة اليونانية، ووضعوا مبادئ الضمير والخلق والواجب، وتأثرت بهم الحضارة الرومانية وظل ذلك حتى العصر الحديث، وما يصدق على أوروبا لا يصدق على الشرق، فالأمم كالأفراد له قدرها ومصيرها المعين الذي لا يمكن تغييره أو الإفلات منه.. فلا يمكن أن تتجاهل تاريخنا ونستجدي تاريخًا آخر. إن هذا غير ممكن وغير مطلوب.
من ناحية أخرى فإن الزهد في أن يكون للدعوة طابعًا إسلاميًا يغلب أن يعود إلى الفكرة المغلوطة المأخوذة عن الدين التي يروج لها ويدعو إليها رجال المؤسسة الدينية من شيوخ وخطباء مساجد من الذين لا يعرفون عن إسلام إلا الطقوس العبادية والشعائر والمظاهر التي هي من الدين كالجسد من الروح، ولعله معذور في ذلك. ولكن الحقيقة هي أن الأديان أعظم وأنبل فكر أراد الله به هداية البشر وهو يمثل قيم الخير والحب والمساواة والعدل والحرية وهو الذي يغرس في النفوس مبدأ الإيثار والإحسان والرحمة.. وهو الذي يلهم الفنانين والكتاب روائعهم وهو الذي يلمس أسرار الروح وعوالم القلوب، وهو الذي يلزم الحكام والأغنياء العدل في السياسة والاقتصاد ويبقى على البيت والأسرة ويربطها برباط من المحبة والتذمم، وحتى بالنسبة للذين يضعفون أمام الإغراءات فإن الدين لا يرفضهم لأنه يعترف بالطبيعة البشرية وهو يدعوهم إلى الاستغفار وَلَوْ أَنَّهُمْ إِذ ظَّلَمُوا أَنْفُسَهُمْ جَاءُوكَ فَاسْتَغْفَرُوا اللهَ وَاسْتَغْفَرَ لَهُمُ الرَّسُولُ لَوَجَدُوا اللهَ تَوَّابًا رَّحِيمًا فكل ما يمكن أن تقدمه أفضل النظم السياسية والاجتماعية والآداب والفنون توجد في الدين. فالدين هو ذخر البشرية وهو هدية الله تعالى للبشر، وإذا كان برومثيوس قد قدم للبشرية النار.. فإن الأديان قدمت للبشرية النور.
وحتى بالنسبة للوسيلة، فالذين يضيقون بالإسلام لأنه رمز الحفاظ والتقليد إنما نظروا إلى الفقه السلفي وجهلوا الطبيعة الأولى للإسلام والدور الثوري الذي قام به بحيث حقق أعظم ثور شاملة في تاريخ العالم بأقل قدر من العنف والدماء، ولو ترك الإسلام دون مهاجمة لما اضطر إلى القتال، لأن ثوريته تكمن في المعاني والقيم والأثر النفسي العميق الذي يوجده القرآن في النفوس فهنا- يمكن أن تقوم ثورة دون دماء
أو تفتح مدينة دون غزو كما «فتحت المدينة بالقرآن» كما قالت السيدة عائشة، وبهذا يمكن للثوريين أن يستظلوا بلواء الإحياء الإسلامي.. إلا إذا كانوا يريدون الدماء وليست الثورة.. أو يقرنون ضرورة ما بين الثورة والدماء..
ومن غير المستساغ أن ترفض بعض الأقليات أن يعايشوا الإسلام الذي يمنحهم ما يمنح المسلمين «لهم ما لنا وعليهم ما علينا» وبينهم وبين الإسلام آصرة الدين التي هي أقرب إليهم من القوميات أو الاشتراكية أو المذاهب الأخرى خاصة إذا كان هذا الدين يعترف بأنبيائهم ويوقرهم..
ويظل بعد كل شيء الإسلام أبرز مقومات المجتمع العربي وقد يفوق أثره أثر العامل الاقتصادي الذي يعد عادة أقوى العوامل تأثيرًا في المجتمع. ولهذا فإن أي دعوة تتجاهله تقطع أقوى آصرة مع وجدان الشعب. وتصبح غريبة عنه وتخسر أعرق مرتكز يمكن أن ترتكز عليه.

## فكره
يرى في أن المرأة لها حق الإمامة من الرجال إذا كانت أعلم بالقرآن كما يرى أن الحجاب ليس فرضا على المرأة وأن القرآن الكريم خص به نساء الرسول محمد، وأن الارتداد عن الإسلام إلى اليهودية أو المسيحية لا يلزم عليه حد القتل، وأن التدخين أثناء الصيام لا يبطل الصوم خصوصا لغير القادرين عن الإقلاع عنه.
كما يذكر جمال البنا بأنه لا يجوز للرجل أن يطلق زوجته منفردا، وذلك كونه تزوج منها بصفة رضائية وبالتالي يتوجب الطلاق رضا الطرفين واتفاقهما لكي يتم الانفصال، ويقول بأن تبادل القبلات بين الجنسين أثم ويدخل في اللمم الذي ذكر في الاية الكريمة، ولا يصل إلى حد الحرمة . أسس جمال البنا دار الفكر الإسلامي.

## مؤلفاته
| - على هامش المفاوضات. - المرأة المسلمة بين تحرير القرآن وتقييد الفقهاء. - الحجاب. - ثلاث عقبات في الطريق إلى المجد. - ديمقراطية جديدة. - جواز إمامة المرأة الرجال. - قضية الفقه الجديد. - الإسلام والعقلانية. - حرية الاعتقاد في الإسلام. - الأصول الفكرية للدولة الإسلامية. - ما بعد الإخوان المسلمين. - مسؤولية فشل الدولة الإسلامية في العصر الحديث. | - قيمة العدل في الفكر الأوروبي والفكر الإسلامي. - نحو فقه جديد (3 أجزاء). - الإسلام هو الحل. - رسالة إلى الدعوات الإسلامية المعاصرة. - خطابات حسن البنا الشاب إلى أبيه. - البرنامج الإسلامي. - كلا ثم كلا. - العودة إلى القرآن. - الربا. - قضية الحرية في الإسلام. - سيادة القانون والحكم بالقرآن. - قصة فرسان العمل. | - في التاريخ النقابي المقارن. - العمل في الإسلام. - الحركة العمالية الدولية. - العمال والدولة العصرية. - الحساية الدينية. - الجمع بين الصلاتين. - قضية الإنتاج. - الإيمان بالله. - إيماننا. - في الإجازة. - أخت الصلاة المهجورة. - نحن ودعوتنا. | - المعارضة العمالية في عهد لينين. - قضية القبلات. - جناية قبيلة حدثنا. - العهد. - هل يمكن تطبيق الشريعة؟ - الإسلام دين وأمة وليس دينًا ودولة. - الإسلام وحرية الفكر. - الجهاد. - تفسير القرآن الكريم بين القدامى والمحدثين. - تفنيد دعوى حد الردة. - روح الإسلام. - تجريد البخاري ومسلم من الأحاديث التي لا تلزم (2008) |

## وصلات خارجية
- الموقع الرسمي لجمال البنا
- لقاء مع جمال البنا